# Erlensee
Erlensee est une municipalité allemande située dans le land de la Hesse et l'arrondissement de Main-Kinzig.

## Jumelages
La ville d'Erlensee est jumelée avec :
- Wusterwitz (Allemagne) depuis août 1991
- Biggleswade (Royaume-Uni) depuis le 30 avril 2000

## Source, notes et références
1. ↑  « Partnerstadt » Site web de la ville d'Erlensee, consulté le 20 avril 2017.